# ایسنی ایم آلگوی
ایسنی ایم آلگوی (به آلمانی: Isny im Allgäu) شهری در ایالت بادن-وورتمبرگ در کشور آلمان واقع شده‌است.